# Programme Tauros
Projet TaurOs

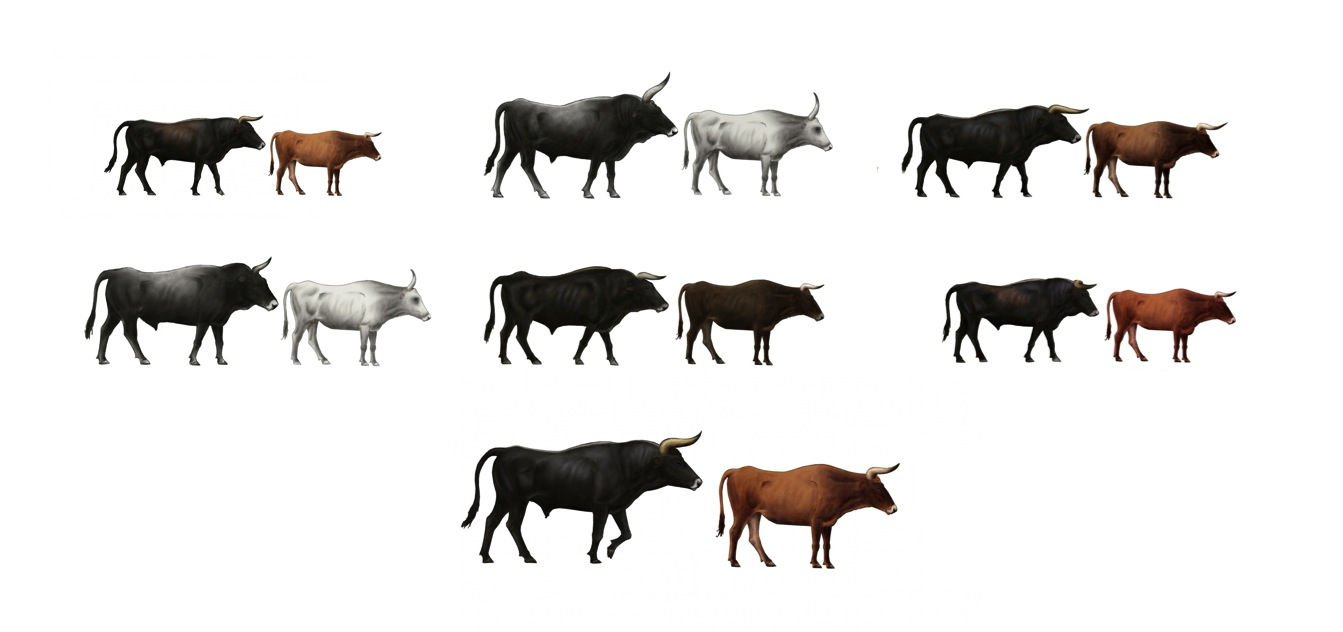
Principales races utilisées dans le programme TaurOs. Rangée supérieure de gauche à droite : Limia, Maremmana primitivo, Maronesa. Rangée inférieure : Podolica, Sayaguesa, Pajuna. En contrebas, la cible de reproduction phénotypique et écologique, l'aurochs.

Le programme Tauros (Tauros programme), anciennement connu sous le nom de projet TaurOs, est une coopération entre la fondation néerlandaise Stichting Taurus et des universités telles que l'université de Wageningue. Il s'agit d'un effort international pour créer une race de bétail qui soit la plus proche possible de l'aurochs éteint, ancêtre sauvage du bétail domestique, et qui remplisse le rôle écologique autrefois exercé par l'aurochs au sein des écosystèmes européens. 
Le projet utilise en grande partie des races de bétail robustes ayant une ressemblance superficielle avec les aurochs éteints. Par croisement et reproduction sélective, il essaie d'établir un animal qui ressemble le plus possible à l'aurochs. L'objectif est ensuite de relâcher ces bovins Tauros dans les zones de réensauvagement (de rewilding en anglais). 
Le projet a débuté en 2008, et les premiers croisements ont eu lieu l'année suivante. 

## Contexte
La mégafaune herbivore est aujourd'hui considérée comme un moyen des plus efficaces pour maintenir la biodiversité des paysages ouverts ou semi-ouverts, sans intervention humaine. Il est donc prévu de réintroduire du gros gibier dans plusieurs réserves afin de recréer la dynamique naturelle des écosystèmes européens. 
L'aurochs était l'un des grands herbivores européens les plus représentés mais a été chassé dans la majeure partie de l'Europe au Moyen Âge, jusqu'à l'extinction. Malgré les tentatives de conservation, les derniers aurochs de race pure connus sont morts dans la forêt de Jaktorów, en Pologne, en 1627. Ainsi, le soi-disant aurochs pourrait être remplacé par ses descendants domestiqués, dont plusieurs races sont suffisamment robustes pour combler cette lacune. Dans de nombreux projets de gestion d'espaces naturels par le pâturage, en particulier en Allemagne, les Aurochs de Heck sont utilisés, ainsi que les races Galloways et Highland. Les Aurochs de Heck, aussi appelés « aurochs reconstitués », sont nés dans les années 1920 de la tentative de Lutz et Heinz Heck de reproduire des bovins semblables à l'aurochs. Les bovins Heck se sont révélés être une race rustique, cependant différente par de nombreux aspects des aurochs véritables. 
Le projet TaurOs s'est formé pour obtenir une race de bétail plus proche des aurochs que les précédentes tentatives de reconstitution. Ceci s'est basé sur l'idée que les caractéristiques originales des aurochs sont toujours présentes dans certaines races bovines actuelles et peuvent être réunies par croisement et reproduction sélective. Stichting Taurus gère des projets de pâturage avec des bovins et des chevaux robustes depuis des années, et a acheté pour le projet de nombreuses races de bovins anciennes provenant du Sud de l'Europe,. 

## Méthodes et objectif
Le projet TaurOs emploie des races bovines très robustes, qui ressemblent dans une certaine mesure à l'aurochs originel. Le croisement et la reproduction sélective de ces races devraient créer de nouvelles lignées de bétail au phénotype le plus proche possible de l'aurochs, pour ensuite être relâchées dans les réserves naturelles européennes. Non seulement le phénotype et la robustesse des bêtes sont au centre du projet d'élevage, mais sont prises en compte également les informations génétiques des aurochs qui pourraient être préservées dans ces races. Il existe des variations au sein de chaque race, des critères de sélection sont donc nécessaires pour sélectionner les individus à inclure dans le projet. En conséquence, des études sont menées parallèlement, par exemple pour évaluer une éventuelle introgression des aurochs sauvages dans la population bovine européenne. Le choix alimentaire et le comportement des races candidates sont également examinés. 
Les races utilisées pour le croisement proviennent principalement de la péninsule Ibérique et de l'Italie, comme les Sayaguesa, Pajuna, les Podolica italiens et les Maremmana. Bien que prétendument génétiquement proche des aurochs, la race Lidia (taureau de combat espagnol) n'a pas été utilisée pour le projet à cause de son comportement agressif. Ces races primitives ont diminué en nombre au cours de ces dernières décennies, et certaines sont fortement menacées. Les Highlands écossais sont également utilisés, car cette race a un pelage long et dense et est très rustique. Plusieurs individus croisés sont déjà nés. 
Les membres du projet espèrent que des troupeaux sauvages de Tauros pourront un jour évoluer librement dans les espaces naturels d'Europe, tout comme les cerfs, les sangliers et les loups,. 
Simultanément, la relation génétique entre un certain nombre de races bovines et les aurochs est examinée. 

## Races utilisées et résultats des croisements
Les races bovines actuellement utilisées sont les Sayaguesa, Maremmana, Pajuna, Limia, Maronesa, Podolica, Highland, Tudanca et Boškarin.
Toutes les races, sauf la Boškarin, sont employées pour la reproduction dans les troupeaux néerlandais. En dehors des Pays-Bas, les races Sayaguesa, Maremmana, Maronesa et Boškarin sont utilisées comme races fondatrices, complétées par des croisements provenant des sites néerlandais. Fin 2015, plus de 150 animaux des races fondatrices avaient été utilisés pour l'élevage et près de 300 animaux croisés étaient nés, dont 17 animaux déjà de la quatrième génération. 

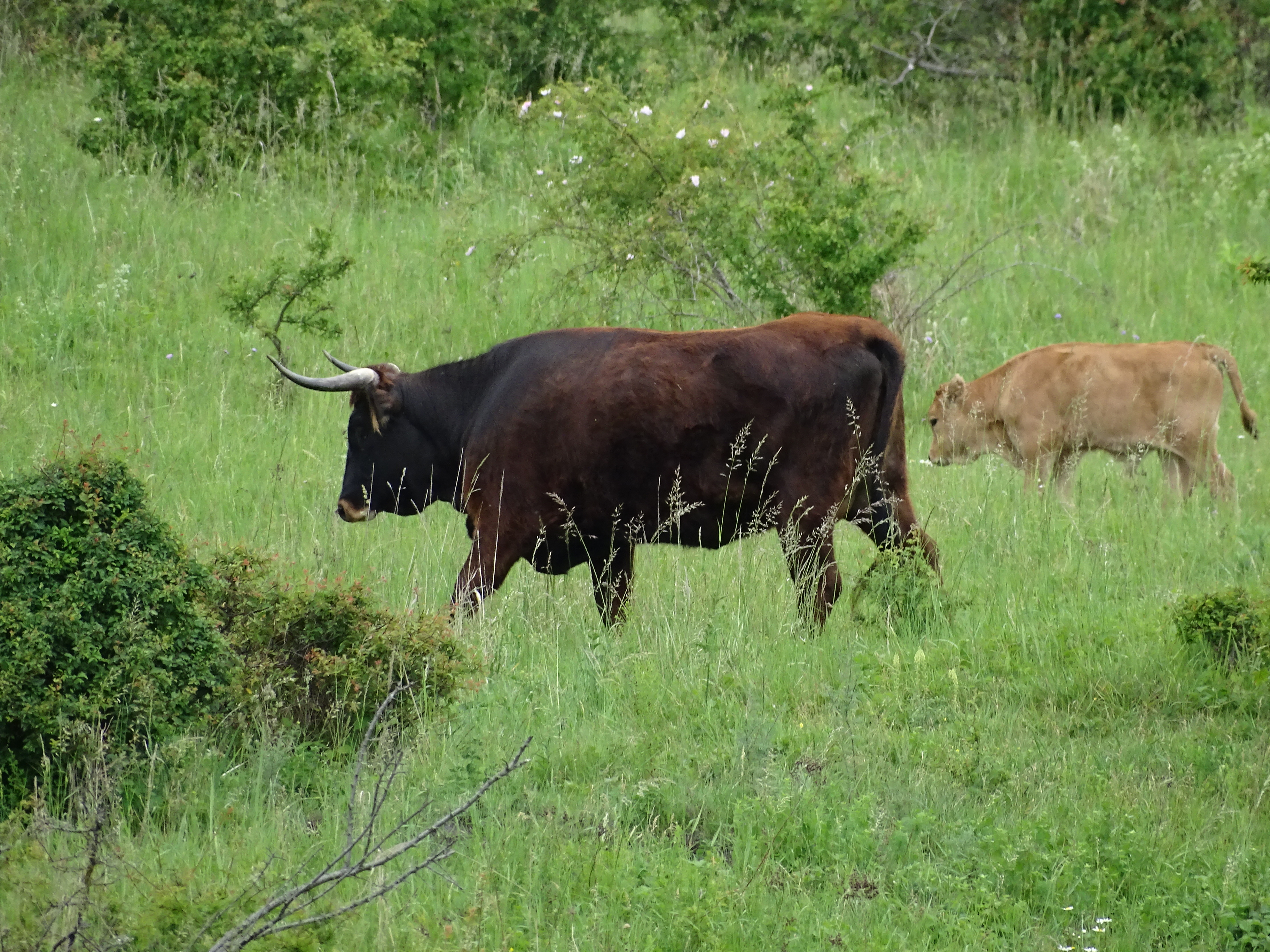
Vache et son veau à Milovice (district de Nymburk) en République tchèque.
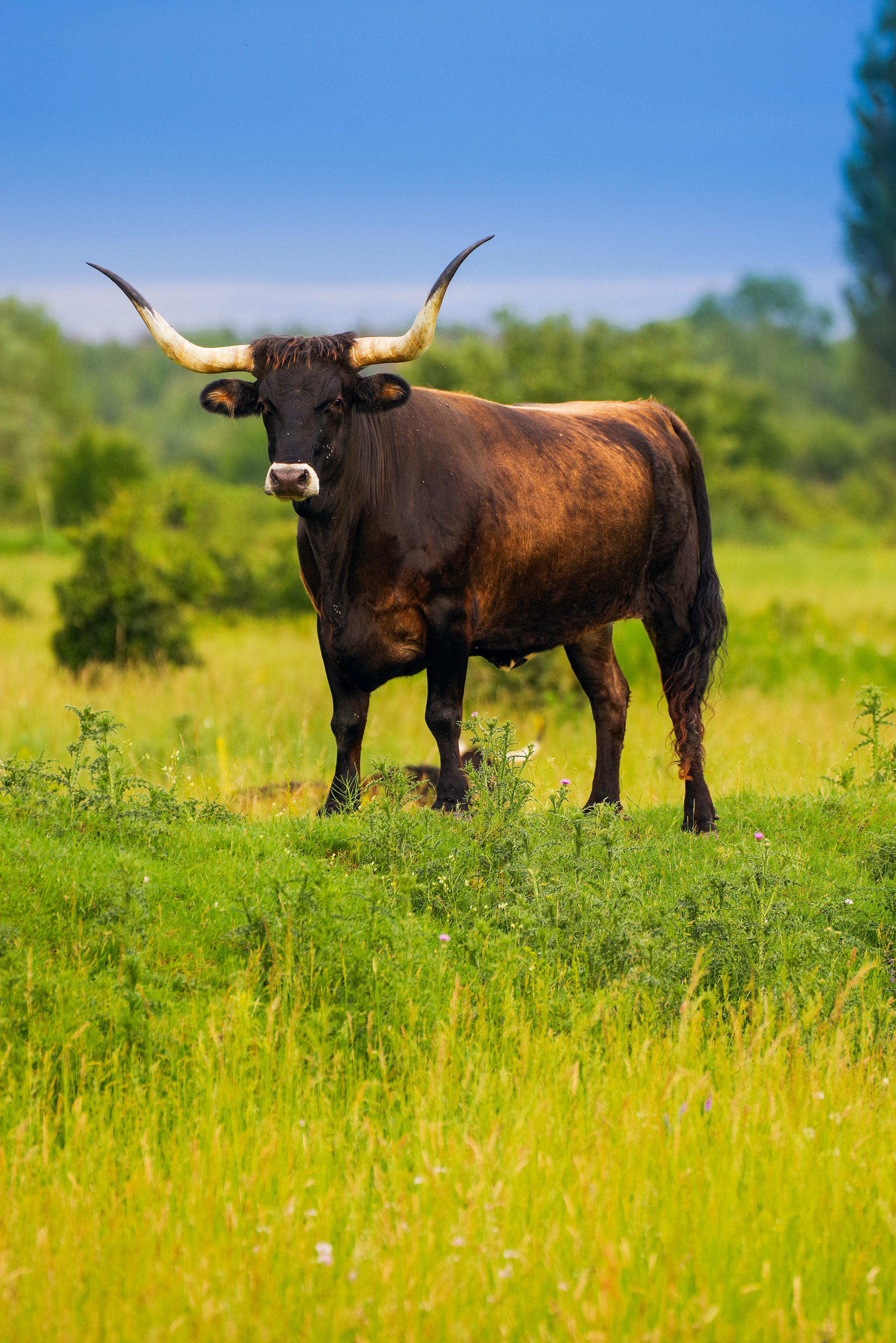
Vache à Milovice.
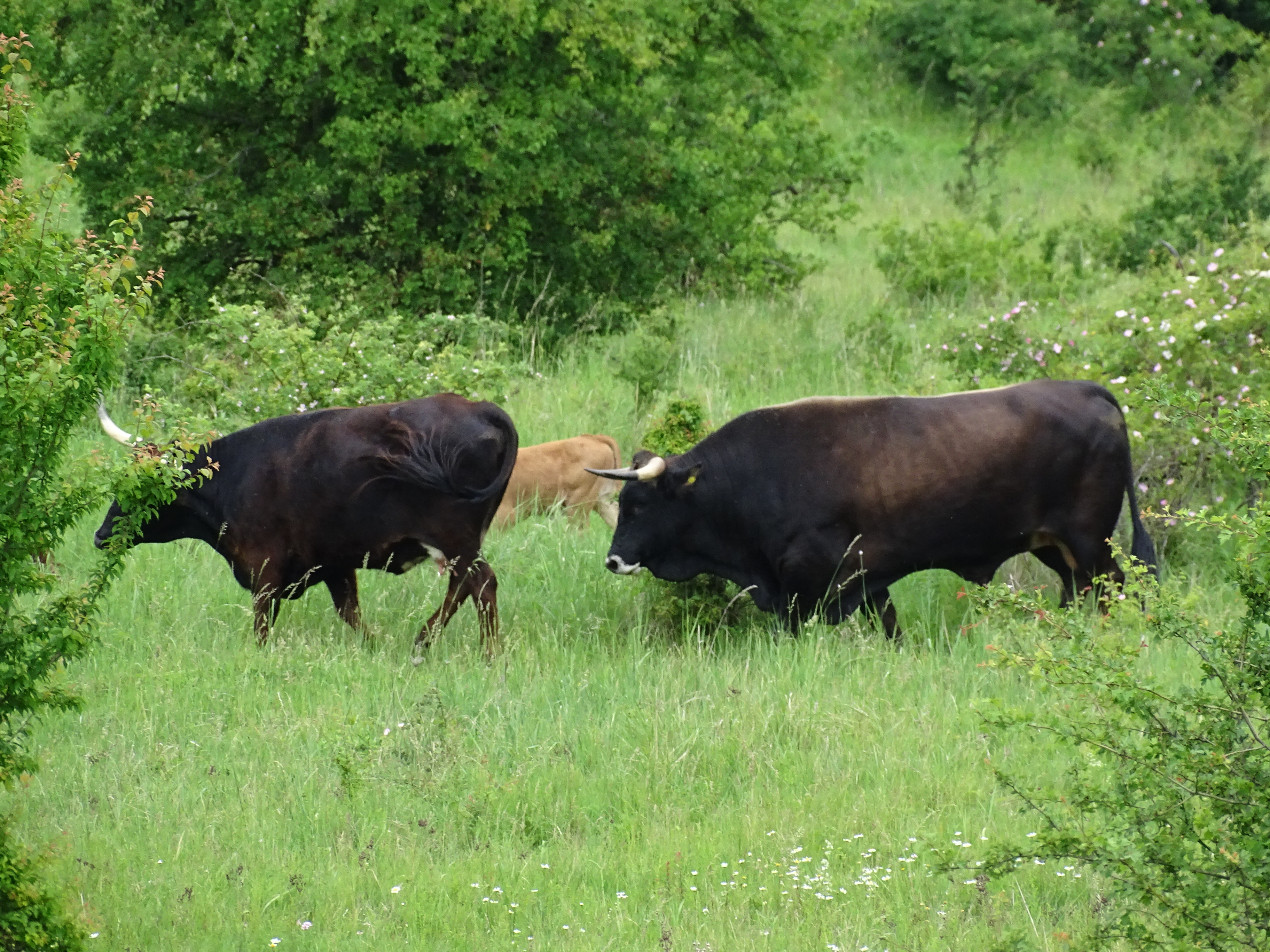
Taureau, vache et veau à Milovice.
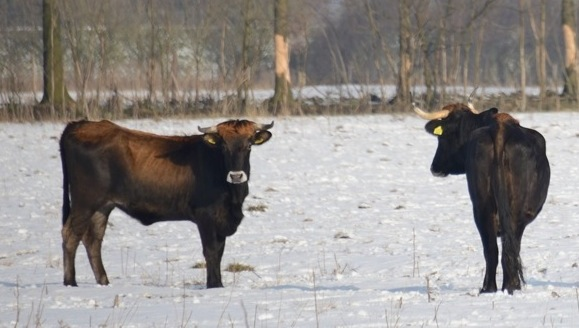
Vaches Sayaguesa à Keent.

## Introductions
- Pays-Bas : dans la Réserve naturelle de Keent (Oss), Kempen ~ Broek (Weert), Herperduin-Maashorst (Oss / Uden), Kraaijenbergse Plassen (Cuijk), De Maurik (Mill) et Geuzenbos (port de Rotterdam)[12].
- Portugal : depuis 2013 à Faia Brava[13].
- Espagne : depuis 2013 à Campanarios de Azaba.
- Croatie : depuis 2014 dans les plaines de Lika au pied des montagnes du Velebit[14].
- République tchèque : depuis 2015 dans la réserve naturelle de Milovice et depuis 2018 dans Modrá (district d'Uherské Hradiště).
- Roumanie : depuis 2015 à Sfântu Gheorghe (Delta du Danube)[15].